# Jewgienij Kuzniecow (piłkarz)
Jewgienij Borisowicz Kuzniecow, ros. Евгений Борисович Кузнецов (ur. 30 sierpnia 1961 w Jarosławiu, Rosyjska FSRR) – rosyjski piłkarz, grający na pozycji pomocnika, trener piłkarski.

## Kariera piłkarska

### Kariera klubowa
W 1980 rozpoczął karierę piłkarską w miejscowym klubie Szynnik Jarosław, skąd w 1982 przeszedł do Spartaka Moskwa. Po 8 lat gry w moskiewskim zespole w 1990 wyjechał za Szwecji, gdzie następnie bronił barw klubów IFK Norrköping i Skellefteå FF. W 1995 powrócił do Rosji, gdzie został piłkarzem Lokomotiwu Moskwa. W następnym roku zasilił skład chińskiego Chunnam Dragons. W 1997 przeniósł się ponownie do Szwecji, gdzie występował w klubach Östers IF, Mjällby AIF i Karlskrona AIF. W 2000 zakończył karierę piłkarską.

### Kariera reprezentacyjna
W latach 1983 i 1986-1988 występował w olimpijskiej reprezentacji ZSRR. Grał na Igrzyskach Olimpijskich 1988 w Seulu, gdzie zdobył złoty medal.

## Kariera trenerska
Przygodę z ławką trenerską rozpoczął jeszcze będąc piłkarzem klubu Karlskrona AIF. W latach 2001–2003 prowadził Östers IF, a w 2004 Anży Machaczkała.

## Sukcesy i odznaczenia

### Sukcesy klubowe
- mistrz ZSRR: 1987, 1989
- wicemistrz ZSRR: 1983, 1984, 1985
- brązowy medalista Mistrzostw ZSRR: 1982, 1986
- wicemistrz Rosji: 1995
- zdobywca Pucharu Rosji: 1996
- wicemistrz Szwecji: 1990, 1991, 1992
- zdobywca Pucharu Szwecji: 1991

### Sukcesy reprezentacyjne
- złoty medalista Igrzysk Olimpijskich: 1988

### Sukcesy indywidualne
- wybrany do listy 33 najlepszych piłkarzy ZSRR: Nr 2 (1989)

### Odznaczenia
- tytuł Mistrza Sportu ZSRR
- tytuł Zasłużonego Mistrza Sportu ZSRR: 1989
- Order Honoru: 1989